# James Pickering
Sir James Pickering, né à une date incertaine et mort vers 1398, est un parlementaire anglais.

## Biographie
Il est issu d'une famille de la gentry (noblesse non titrée) du nord de l'Angleterre, dont les terres s'étendent autour de la ville de Kendal. James Pickering, fait chevalier vers 1360, acquiert également des terres dans le Yorkshire, probablement par le mariage. Il est élu une première fois député de Westmorland à la Chambre des communes du Parlement d'Angleterre aux élections d'octobre 1362, puis réélu en 1365 et 1368.
En juin 1369 il prend part à une expédition anglaise contre des clans irlandais autour de Dublin, amenant avec lui des hommes qu'il a fait recruter dans le Westmorland. Il est nommé juge-en-chef (chief justice) en Irlande. En 1373, le Parlement d'Irlande l'accuse de corruption, d'extorsion, de détournement de fonds publics, de confiscation illicite de terres irlandaises à des fins de profit personnel, et d'entrave à la justice. Sir James revient en Angleterre, où il est toutefois interrogé par le Parlement anglais (le « Bon Parlement » de 1376) au sujet des accusations portées à son encontre en Irlande. Les archives ne conservent pas trace de son éventuellement condamnation, mais il est formellement pardonné par le roi Édouard III cette même année, et entre en fonction comme juge dans le Yorkshire.
Il est réélu député du Westmorland aux élections d'octobre 1377. Réélu à nouveau en 1378, il est alors choisi par ses pairs comme président (Speaker) de la Chambre des communes. C'est un Parlement « agité et plein de défiance » envers le gouvernement du jeune roi Richard II. Sir James se distingue en étant le premier Speaker à revendiquer (humblement), dans l'enceinte da la Chambre et dans le cadre de ses fonctions, le droit à s'exprimer d'une manière pouvant éventuellement offenser le roi ou la Chambre des Lords. Et donc à revendiquer une relative liberté d'expression ou immunité pour la Chambre des communes - dont il est, en tant que Speaker, porte-parole des demandes ou critiques formulées auprès du roi. Au cours des semaines qui suivent, à la demande des députés, il demande au gouvernement de rendre des comptes sur sa dépense des crédits accordés par le parlement précédent, critique sa politique étrangère, et l'informe que la Chambre des communes refuse d'autoriser de nouveaux impôts.
Il est une nouvelle fois élu député du Westmorland en 1379 (et peut-être à nouveau Speaker ; les archives sont incomplètes), et en 1382. Aux élections de février 1383, ce sont les électeurs du Yorkshire qui le choisissent pour député, James Pickering s'étant désormais établi dans ce comté. Il est choisi par les députés pour présider ce court parlement de 1383, qui ne siège qu'une quinzaine de jours. Réélu député du Yorkshire en 1384, 1388, 1390 et 1397, il est par ailleurs fait shérif de ce comté en 1389, fonction qu'il occupe jusqu'à sa mort. Vers 1391, avec quelques autres chevaliers, il se voit conférer officieusement l'administration du duché de Lancastre, domaine du duc Jean de Gand. Dans l'exercice de cette fonction, il est accusé d'avoir tenté de corrompre un juré lors d'un jugement sur un conflit foncier, mais il conserve le soutien du roi Richard II. Il meurt probablement en 1398, peu de temps avant la mort de Jean de Gand et l'abdication forcée de Richard II.